# Jeri Ellsworth
Jeri Ellsworth, née le 14 août 1974, est une entrepreneuse et conceptrice de puces électroniques américaine.
En 2004, elle se fait connaître en réalisant une version complète, sur une puce, du Commodore 64 : le C64 Direct-to-TV. La console permet de jouer à 30 jeux du début des années 1980. Au pic de sa popularité, elle se vend à plus de 70 000 exemplaires en un seul jour via la chaîne de télé-achat QVC.
En 2013, Jeri Ellsworth co-fonde la start-up castAR (en), spécialisée dans la réalité virtuelle et augmentée. Elle y travaille jusqu'au 26 juin 2017, date de sa fermeture définitive,.

## Biographie

### Jeunesse
Jeri Janet Ellsworth naît le 14 août 1974 en Géorgie (États-Unis). Elle grandit entre les villes de Dallas et Yamhill, dans l'État d'Oregon. Sa mère étant décédée un an après sa naissance, elle est élevée par son père, propriétaire d'une station-service Mobil.
Enfant, elle persuade son père de la laisser se servir du Commodore 64 de son frère. Elle apprend toute seule à programmer en lisant les manuels de l'ordinateur.
Pendant ses années lycée, elle pratique la compétition automobile sur terre avec son père. Cette activité l'amène à concevoir ses propres modèles de voitures de course dans son atelier. Elle finit par en mettre en vente, puis abandonne ses études pour poursuivre dans cette voie.

### Carrière

#### Débuts
En 1995, à 21 ans, elle décide de quitter le milieu des voitures de course. Avec une amie, elle monte un commerce d'assemblage et de vente d'ordinateurs personnels basés sur le microprocesseur Intel 80486. Leur collaboration prend toutefois fin à la suite d'un désaccord, et Jeri se pose en concurrente. Elle développe ce qui devient une chaîne de quatre magasins baptisés Computers Made Easy, spécialisés dans l'équipement informatique et situés dans l'Oregon.

#### Formation
En 2000, Jeri Ellsworth vend sa chaîne de magasins. Elle déménage alors à Walla Walla pour intégrer l'université du même nom, où elle étudie la conception de circuits pendant un an. Elle interrompt son cursus du fait d'une « incompatibilité culturelle » (cultural mismatch), expliquant que le fait de questionner les réponses des professeurs était mal vu.

#### Conception électronique

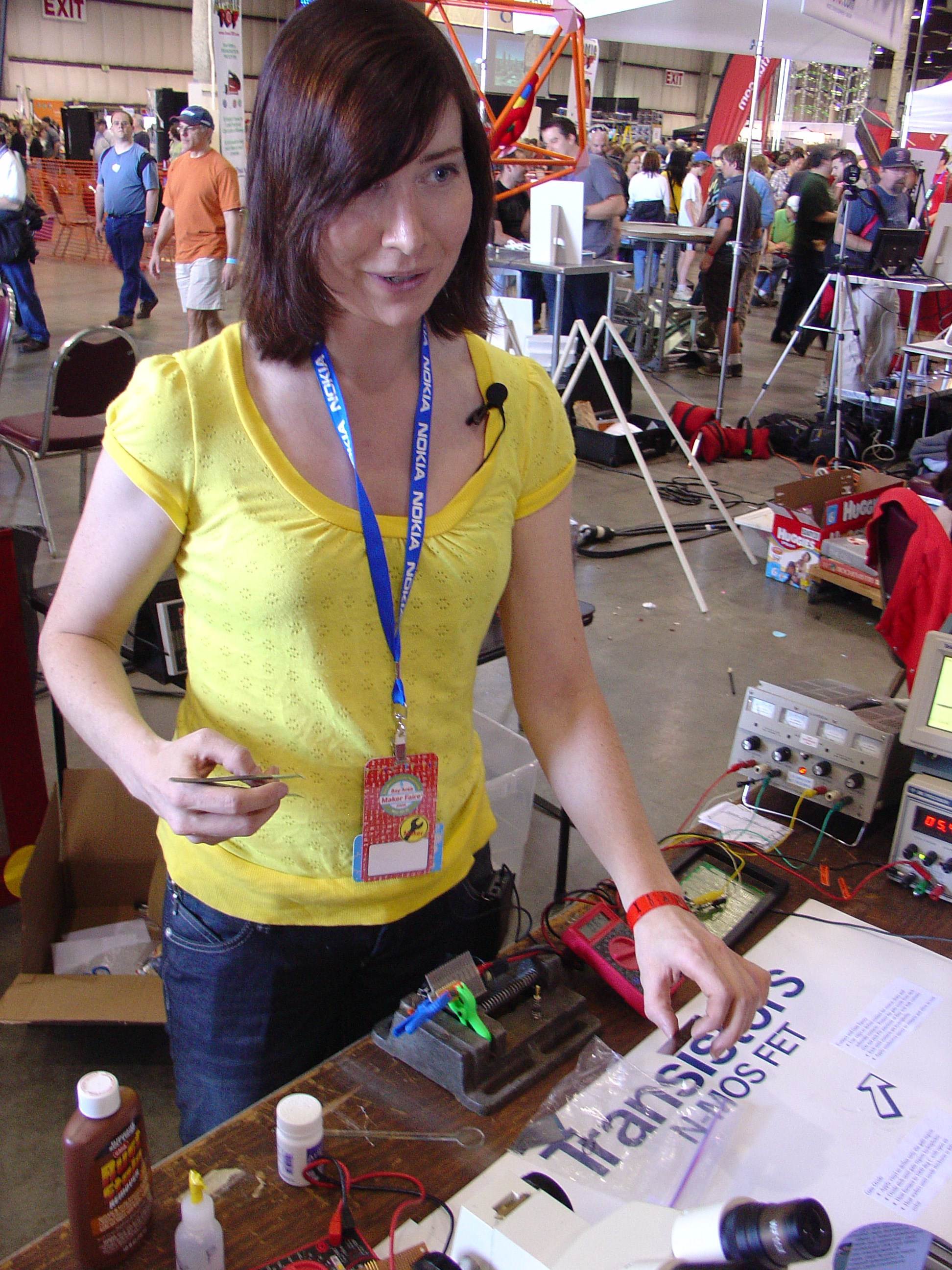
Jeri Ellsworth au cours d'une présentation dédiée aux MOSFET, à la Maker Faire, en 2009.

En 2000, Jeri Ellsworth prend part à sa première exposition Commodore, où elle présente un prototype d'extension vidéo pour Commodore 64. Elle commence alors à créer des circuits intégrés imitant le fonctionnement de son premier ordinateur. En 2002, elle conçoit la puce utilisée dans le C-One (en) comme un Commodore 64 amélioré, capable d'émuler d'autres ordinateurs personnels du début des années 1980, comme le VIC-20 ou le ZX81.
Après une conférence où Jeri et son collègue développeur présentent le C-One, Mammoth Toys l'embauche pour concevoir un émulateur Commodore sur une puce, le C64 Direct-to-TV. Elle lance le projet en juin 2004 et à Noël, le produit est prêt à être livré. Le C64DTV se vend à plus de 500 000 exemplaires aux États-Unis, en Europe et dans le reste du monde. Elle ne reçoit ni rétribution, ni la commission prévue, mais l'histoire du projet est évoquée dans le New York Times, qui met en lumière le rôle de la conceptrice.
Sur la Toile, Jeri Ellsworth écrit de nombreux articles portant sur divers sujets techniques, tels que les semi-conducteurs faits maison (2009), les écrans électroluminescents faits maison (2010), la fabrication du phosphore de ces écrans avec des ingrédients communs, ou encore les façons de concevoir les fonds de panier et le phosphore sans avoir à disposer d'oxyde d'indium-étain ou de composants chimiques difficiles à se procurer.
Le 3 décembre 2010, elle publie une vidéo dans laquelle elle décrit la conception d'un scanner type TSA à partir de pièces d'antenne de satellite.

#### Réalité augmentée

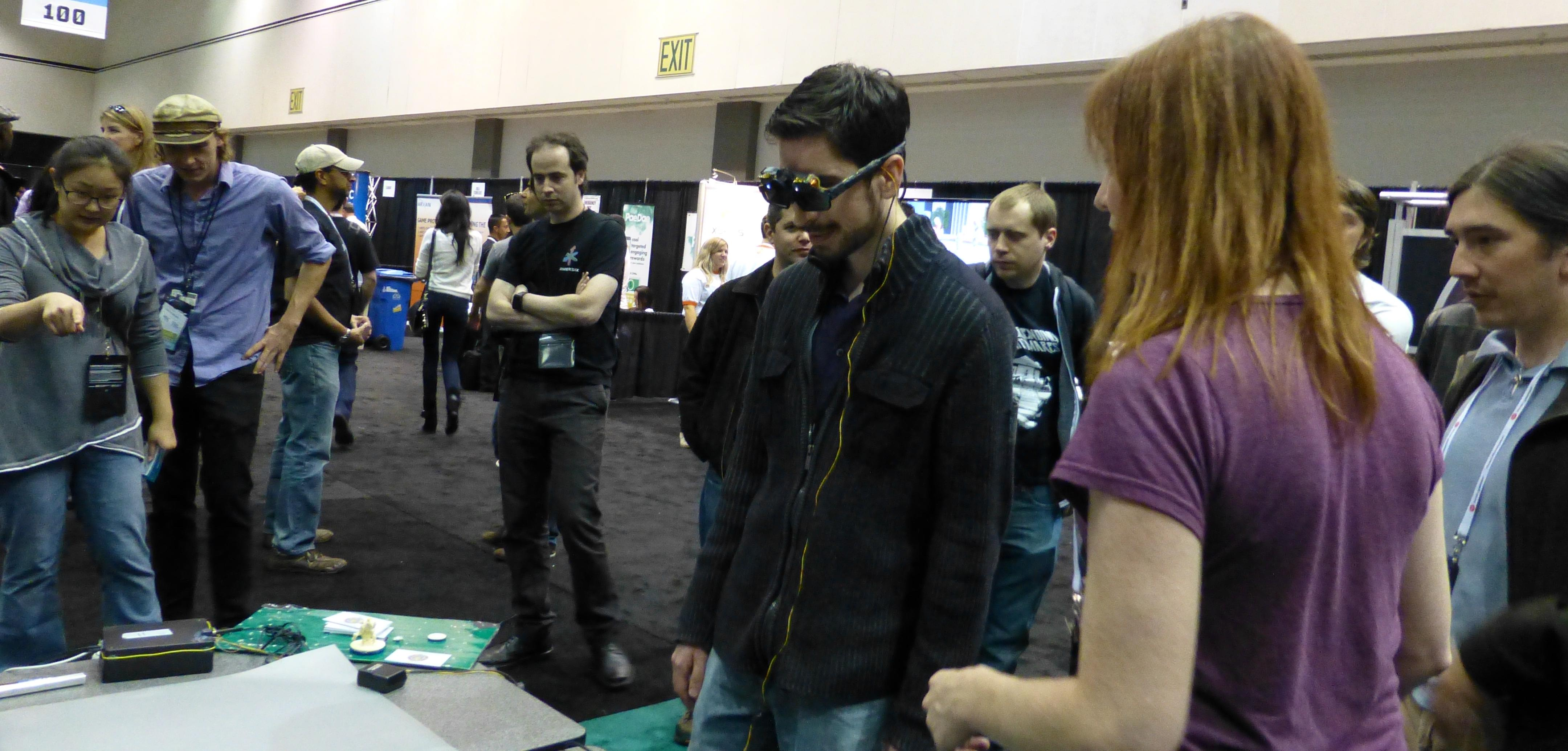
Jeri Ellsworth présentant castAR aux visiteurs de la Game Developers Conference, en 2013.

Début 2012, Jeri Ellsworth et d'autres concepteurs notoires sont recrutés par Valve pour travailler sur du matériel de jeu vidéo. L'année suivante, elle est licenciée au même titre que d'autres employés de l'entreprise,.
Le 18 mai 2013, elle présente un système de réalité augmentée nommé castAR, développé en collaboration avec l'ingénieur Rick Johnson (lui aussi, ex-employé de Valve) et avec le soutien de Gabe Newell. Plus tard dans l'année, elle fait appel au financement participatif via la plate-forme Kickstarter. Le projet est mené par sa start-up, Technical Illusions (finalement renommée castAR).
Elle révèle ultérieurement qu'elle a cherché à doter castAR de « vraie réalité virtuelle et augmentée » (true VR and true AR) en plus des fonctionnalités de RA initialement prévues. La collecte Kickstarter, ouverte le 14 octobre 2013, atteint son objectif de 400 000 US$ en 56 heures et finit à 1,05 million US$ (263 % du montant demandé). Néanmoins, le projet n'aboutit pas. Les fonds levés sont remboursés et l'entreprise ferme le 26 juin 2017.
En septembre 2019, Jeri Ellsworth lance une nouvelle campagne Kickstarter pour un appareil fondé sur les mêmes principes que castAR, baptisé Tilt Five.

#### Prises de parole
Le 5 mai 2011, Jeri Ellsworth participe au discours d'ouverture de l'Embedded Systems Conference.
De décembre 2008 à mars 2009, elle co-anime une émission web hebdomadaire, Fatman and Circuit Girl, en compagnie du  musicien de jeux vidéo George Sanger,.
Le 30 mai 2009, elle présente son Home Chip Lab à la Maker Faire de Bay Area. Elle est nommée «  MacGyver du jour » le 25 février 2010 par Lifehacker (en).

## Vie privée
Jeri Ellsworth est fan de flippers et en possède plus de 80. En 2016, elle obtient une licence Extra Class (en) de radioamatrice.